# Конюцкое
Конюцкое — деревня в Переславском районе Ярославской области на реке Нерли Клязьменской.
Постоянное население на 1 января 2007 года — 9 человек.

## История
Старинное дворцовое владение, Конюцкое было административным центром Конюцкого стана, простиравшегося от Переславля до границы с Ростовским уездом за рекой Сарою. Первое документальное упоминание о нём в 1543 году. В 1564 году отдано Иваном Грозным в вотчину Никитскому монастырю. В Смутное время село Конюцкое, расположенное на Большой Ямской дороге при перевозе через Нерль, было разорено до основания поляками и казацкими шайками. Старожилы села были убиты в Никитском монастыре в осаду 1611 года.
В 1629 году, пользуясь безвременьем, Никитский монастырь устроил свой перевоз у Конюцкого. Из этого возникло спорное дело с Симоновым монастырём, владевшим перевозом у села Бутаково. Помирились на том, что Никитский стал получать треть доходов, а Симонов две трети.
После секуляризации 1764 года село Конюцкое перешло в казну.
В 1629—1630 году здесь была деревянная Воскресенская церковь. Она сгорела в 1834 году, и после этого Конюцкое было приписано к селу Ивановскому.